# Twin Dragons
Twin Dragons (Shang long hui) è un film del 1992 diretto da Ringo Lam e Tsui Hark, in Italia arrivato direttamente in Home-Video il 18 luglio 2013.

## Trama
Nel 1965 due gemelli omozigoti cinesi, a causa del boss mafioso Kung che tenta di evadere dall'ospedale dove è stato ricoverato, vengono separati il giorno della loro nascita perché il criminale ne prende uno in ostaggio. Quello rimasto indietro, Ma Yau, crescerà in America con i genitori naturali, diventando un direttore d'orchestra e un pianista; l'altro, Ma Wan, verrà abbandonato dal mafioso e trovato da una prostituta ubriaca, che lo alleverà come figlio suo chiamandolo Bok Sim (Boomer); da adulto, Boomer lavorerà come meccanico mettendosi spesso nei guai con risse e lavoretti per la criminalità organizzata, imparando a guidare le auto e combattere. 
I gemelli ignorano totalmente l'esistenza dell'altro, ma un giorno Ma Yau (John) torna a Hong Kong per un concerto, mentre Boomer si ritrova coinvolto in un problema quando il suo amico Tarzan (Tyson) si infatua di Barbara, una attraente cantante di night club su cui ha mezzo gli occhi un boss del crimine in ascesa; se non che Barbara finirà per interessarsi a Boomer invece del pavido e sfortunato Tyson. Da parte sua, John viene spinto dai genitori a conoscere una ragazza, Tong Sum (Tammy), figlia di gente della buona società locale; però Tammy è ribelle e insofferente alle convenzioni, tanto da preferire i ragazzi di strada come il geloso Rocky.
Per una serie di equivoci, i due finiscono per scambiarsi di posto nei momenti sbagliati, cosa che provoca non poche perplessità e arrabbiature alle ragazze; proseguendo, Tammy si innamora del rissoso e rozzo Boomer, mentre Barbara si innamora del pacifico e raffinato John che la fa cantare in una sala concerti mentre lui la accompagna al piano, così da dimostrarle il suo talento. Eventualmente, i due si incontrano e scoprono anche di avere una connessione mentale; quando uno dei due, tipicamente John, viene colpito l'altro avverte il danno come fosse suo; analogamente, uno dei due può controllare per qualche istante il corpo dell'altro e difenderlo (così Boomer aiuta John a combattere). Saranno presto costretti a spiegare tutto alle rispettive fiamme.
In mezzo a tutto ci si mettono anche il crimine organizzato, il boss Kung (lo stesso che li ha separati), una valigetta intercettata da Boomer ma destinata al boss, fughe, inseguimenti, una corsa d'auto in contemporanea ad un concerto disastroso (i due sono scambiati per il rispettivo fratello da criminali e staff del concerto), risse e uno scontro finale in una autofficina. Seguirà la rivelazione della verità a parenti e amici. Alla fine, il giorno fissato per il doppio matrimonio dei gemelli, Boomer va nel panico all'idea delle nozze, e John va a convincerlo; trovati dalle promesse spose, i due ne approfittano per un ultimo scherzo quando le ragazze non li distinguono.

## Cambio dei nomi
L'edizione italiana si basa su quella americana, in cui i nomi dei protagonisti sono stati modificati in nomi più accettabili per il mercato anglofono; il nome Ma Wan non viene quasi usato, mentre il nuovo nome Bok Min diventa Boomer; Ma Yau fu cambiato in John Ma (invertendo l'ordine per portarlo all'uso occidentale); l'amico di Bok Min/Boomer, chiamato Tarzan, divenne Tyson; la ragazza di bouna famiglia Tong Sum diventò Tammy; l'unica a conservare il nome originale fu Barbara, essendo già anglofono.